# Пасифик-Гров
Пасифик-Гров (англ.  Pacific Grove ) — город в округе  Монтерей  в штате Калифорния США.

## Описание
Курортный и жилой город в западной Калифорнии. Расположен вдоль залива Монтерей и примыкает к городу Монтерей. Основанный в 1875 году методистами как летнее религиозное убежище, город остаётся центром конференций религиозных и других групп; алкоголь был запрещен в городе до 1969 года, когда он стал последним городом Калифорнии, отменившим местный сухой закон. Город является северной конечной точкой живописной Семнадцать миль езды от Кармела.

## Население
| 2010   | 2020    |
| ------ | ------- |
| 15 041 | ↗15 090 |